# کسل دونینگتون
کسل دونینگتون (به انگلیسی: Castle Donington) یک روستا و محله مدنی در بریتانیا است که در North West Leicestershire واقع شده‌است. کسل دونینگتون ۶٬۴۱۶ نفر جمعیت دارد.